# Servicio de Vida Silvestre de Kenia
El Servicio de Vida Silvestre de Kenia (inglés: The Kenia Wildlife Service, abreviado KWS; suajili: Shirika la Huduma kwa Wanyama Pori ya Kenya) es una corporación estatal de Kenia que se estableció en 1990 para conservar y gestionar la vida silvestre del país. Se estableció por una ley del Parlamento (Act of Parliament Cap 376, The Wildlife Conservation and Management Act).
Gestiona la biodiversidad del país, protegiendo y conservando la flora y la fauna. Gestiona la mayoría de los parques nacionales y reservas de Kenia, la excepción más conocida es la Reserva Nacional de Masái Mara, la cual la gestionan las autoridades locales. El dinero recogido por la venta de entradas en los parques nacionales se usa para la conservación de las plantas y animales que viven dentro de los mismos.